# Mikrofabrikation

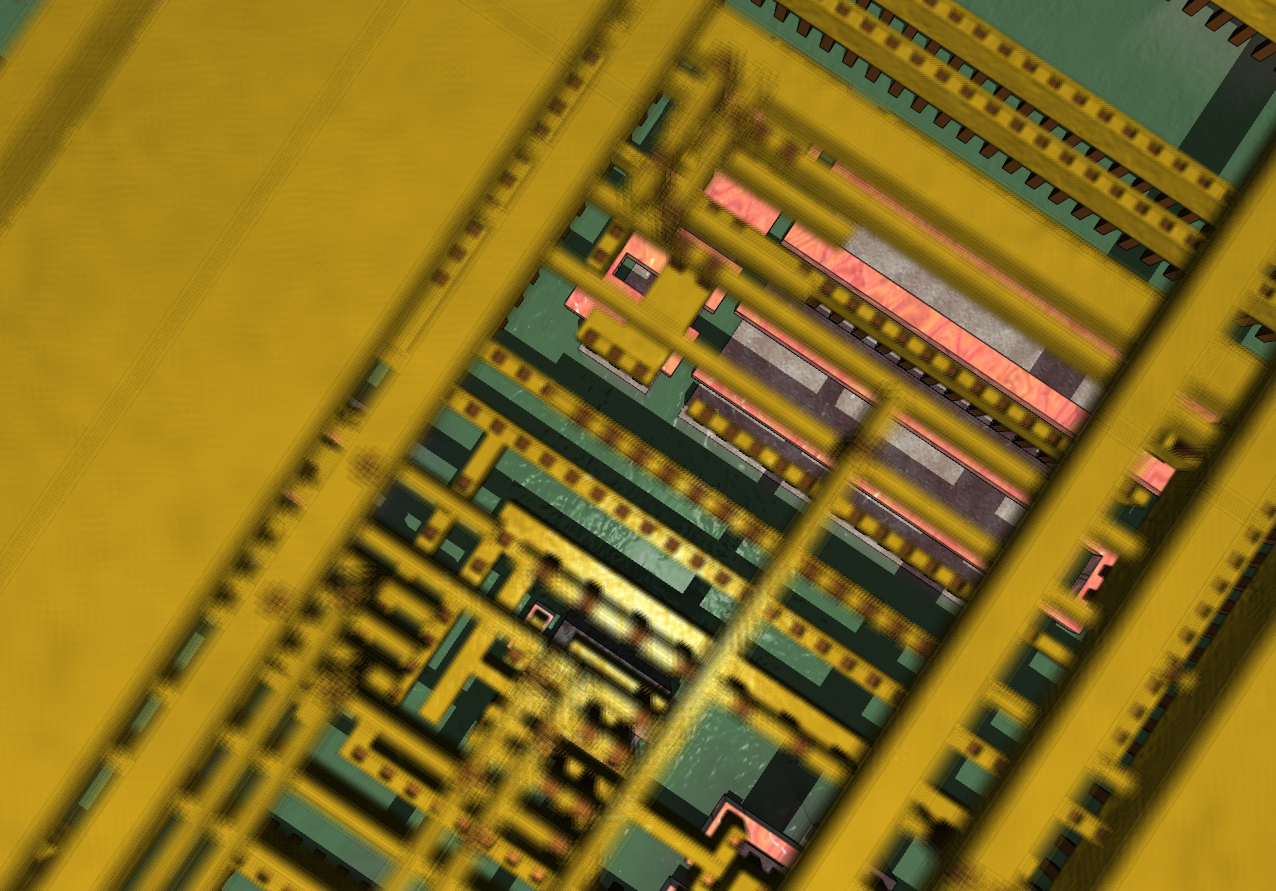
Del av integrerad krets där flera kopparlager är ihopkopplade med kisel.

Mikrofabrikation är processen att skapa miniatyrstrukturer i mikrometerskala (en miljondels meter) eller mindre. Ur historisk synvinkel utvecklades mikrofabrikationsprocesser för att skapa integrerade kretsar, även kallat "halvledartillverkning" eller "halvledarfabrikation". Under de senaste tre årtiondena har dessa processers användningsområde expanderat till att inkludera mikroelektromekaniska system (förkortat MEMS, amerikansk terminologi), mikrosystem (europeisk terminologi), mikromaskiner (japansk terminologi) och deras delfält: mikrofluidik/lab-on-a-chip, optiska MEMS (MOEMS), radiofrekvens-MEMS (RF MEMS), PowerMEMS, BioMEMS och deras utvidgning neråt nanoskalan (till exempel NEMS för nanoelectromechanical systems). Mikrofabrikationsprocesserna har återanvänts, men också anpassats och utvidgats. Vid tillverkning av plattskärmar och solceller används även liknande tekniker. 
Miniatyrisering av diverse strukturer innebär utmaningar inom flera vetenskaps- och ingenjörsgrenar: fysik, kemi, materialvetenskap, datavetenskap, ultraprecisionsteknik, tillverkningsprocesser och design. Det ger också upphov till olika former av interdisciplinär forskning. De grundläggande koncepten och metoderna inom mikrofabrikation är mikrolitografi, dopning, tunnfilmsbeläggning, våtetsning, torretsning, bondning och polering.